# 寶馨
寶 馨（宝 馨、たから かおる、1957年2月12日 - ）は、日本の工学者。日本高等学校野球連盟会長。京都大学名誉教授。工学博士（京都大学、1990年1月）。防災士。2023年4月より国立研究開発法人防災科学技術研究所の理事長を務める。
滋賀県彦根市生まれ。京都大学防災研究所に長年所属し、豪雨洪水災害、土砂災害等に関する研究を推進した。国連防災の10年 (IDNDR)、ユネスコ国際水文学計画 (IHP) に1990年代半ばから参画し、国際共同研究を推進している。京都大学大学院工学研究科において48人の博士を輩出した。また、思修館プログラム（総合生存学館）など、大学院における学際的な教育プログラムを実施してきた。2018年にユネスコチェアWENDIを設立した。京都大学硬式野球部の監督および部長を務め、学生野球に対する貢献も長期にわたる。2021年12月より公益財団法人日本高等学校野球連盟の会長に就任した。

## 人物
専門は水文学、水資源工学、防災技術政策、極値統計学。日本における水文統計学の第一人者的存在。洪水防御計画の基本となる再現確率統計量（100年確率洪水など）を推定する際の確率分布の適合度および推定精度の評価については、寶の手法（SLSCやジャックナイフ法）が、1990年代後半以後、日本全国の河川で用いられている。
- 日本学術会議連携会員（2005年10月〜現在 = 20期（2005-2008）、21-22期 (2008-2014)、23-24期 (2014-2020)、25-26期 (2020-2026)）。
- 日本学術会議土木工学・建築学委員会IRDR分科会委員長（24期、2017-2020; 26期、2023-2026）、副委員長（25期、2020-2023）。
- 日本学術会議土木工学・建築学委員会低頻度巨大災害分科会委員長（24期、2017-2020）。
- 科学技術振興機構 地球規模課題対応国際科学技術協力プログラム SATREPS 研究主幹（防災分野）（2014年4月〜2023年3月）。
- 日本工学アカデミー会員（2017年5月〜）。
- 土木学会フェロー（2002年4月〜）。
- 土木学会水工学委員会委員長（2011年6月〜2013年5月）。
- 日本工学会フェロー（2023年6月〜）
- 国際連合大学客員教授（2008年10月〜）。
- 中国・中山大学客座教授（2004年9月〜）。
- マレーシア・Kolej Universiti Teknologi Tun Hussen Onn, Visiting Professor（2005年9月〜2007年8月）。
- マレーシア・テナガナショナル大学　工学部土木工学科外部評価委員（2007年7月16日〜20日）。
- 国連大学環境人間安全保障研究所（UNU-EHS）外部評価委員（2010年4月27日〜28日）。
- 中国・長安大学客座教授（2017年12月〜）。
- 中国・南昌工程学院 客座教授（2018年10月〜）。
- 日本自然災害学会 理事・評議員。会長（2017年4月〜2020年3月）。副会長（2014年4月〜2017年3月）。
- 水文・水資源学会 会長（2018年9月〜2020年9月）。理事・副会長（2016年9月〜2018年9月）。
- 自然災害研究協議会議長（2011年4月〜2013年3月）。
- 国際防災学会 (IDRiM) 理事（2010年8月〜）
- 防災学術連携体 幹事（2016年6月〜2021年3月）。
- Associate Editor (2008〜2017), Journal of Flood Risk Management.
- 特定非営利活動法人 国際斜面災害研究機構 (ICL) 理事長（2002年12月〜2008年12月）、副会長（2009年1月〜2014年12月）、会計理事（2015年1月〜2017年12月）、運営理事（2018年1月〜）。
- 国際水資源学会 (IWRA) 理事（2013年1月〜2015年12月）。IWRA日本国内委員会委員長（2013年2月〜）。
- アジア太平洋水文水資源協会 (APHW)  事務局長（2013年8月〜）。
- 財団法人 河川情報センター 理事（2007年4月〜）。
- 特定非営利活動法人 日本水フォーラム 理事（2004年4月〜）。
- 一般社団法人 学士会 終身会員（2016年9月〜）。
- 国連国際防災の10年 (IDNDR) 文部省特別事業（京都大学防災研究所、1994年〜1999年）に参加、インドネシア東ジャワの洪水土砂災害を担当。
- 国連国際防災戦略（UNISDR, 現UNDRR）学術・技術委員会委員（2009年9月〜2012年8月）。
- 世界銀行地球防災ファシリティー (GFDRR) 成果管理審議会 (RMC) 委員（2011年1月〜）。
- 日本ユネスコ国内委員会委員（2009年12月〜2015年11月）。ユネスコ国際水文学計画 (IHP) 政府間理事会には理事国・日本政府代表団のメンバーとして第12回理事会（1996年9月）より毎回出席、第18回（2008年）から第21回（2014年）まで代表団団長を務めた。第16回理事会（2004年7月）で決議案起草委員会委員、政府間理事会の副議長（2008年6月〜2010年7月）、財務委員会委員（2012年6月〜2016年6月）を務めた。ユネスコIHP東南アジア太平洋地域運営委員会・事務局長（1999年10月〜2012年11月）および議長（2013年10月〜2015年10月）。日本ユネスコ国内委員会自然科学小委員会IHP分科会主査（=日本IHP国内委員会委員長、2010年2月〜2015年11月）。これら長年の貢献に対して、2015年10月にユネスコIHP東南アジア太平洋地域運営委員会より功績賞、ユネスコ・ジャカルタ事務所よりDistinguished Champion in Hydrology for South East Asia and the Pacific の表彰を受けた。2018年4月に京都大学で初めてのユネスコチェア (WENDI) を設立し、初代のチェアホルダーを務めた（2018年4月〜2022年3月）。
- 国土交通省近畿地方整備局 淀川水系流域委員会（第3次）委員（2007年8月〜2009年8月）。
- 文部科学省グローバルCOEプログラム「極端気象と適応社会の生存科学」拠点リーダー（2009年6月〜2014年3月）。
- 文部科学省博士課程教育リーディングプログラム「グローバル生存学大学院連携プログラム」プログラムコーディネーター（2011年12月〜2018年3月）
- 文部科学省博士課程教育リーディングプログラム「京都大学大学院思修館」プログラムコーディネーター（2018年4月〜2021年3月）。
- 放送大学面接授業「水災害の予報と防災・減災」講師（2017年〜2020年）
- 阪神シニアカッレジ「高齢社会における自然災害と防災・減災」講師（2014年〜2023年）
- 一般財団法人 防災研究協会評議員（2021年6月〜）
- 京都大学硬式野球部部長（2005年〜2018年）、副部長（2001年〜2004年）、京都大学硬式野球部監督 (1981-1982, 2013-2014)。関西学生野球連盟副会長 (2010-2013)。監督時代の第2期に指導した田中英祐投手は、京都大学から初めてのプロ野球選手として、卒業後の2015年から3年間千葉ロッテマリーンズに在籍した。
- 京都大学野球倶楽部会長（2019年3月〜）
- 公益財団法人日本高等学校野球連盟会長（2021年12月〜）[1][2]
- 公益財団法人日本学生野球協会理事・副会長（2022年2月〜）

## 略歴
- 1963年4月：彦根市立城東小学校入学
- 1969年3月：京都市立唐橋小学校卒業
- 1969年4月：近江八幡市立南中学校入学[注 2]
- 1972年3月：西宮市立大社中学校卒業
- 1975年3月：兵庫県立西宮北高等学校卒業
- 1979年3月：京都大学工学部土木工学科卒業
- 1981年
  - 3月：京都大学大学院工学研究科土木工学専攻修士課程修了
  - 4月：京都大学工学部助手（土木工学科）
- 1990年
  - 1月：工学博士（京都大学）の学位を取得。博士論文は「水資源システムにおける確率論的モデルと手法の評価に関する研究」
  - 4月：岐阜大学工学部助教授（土木工学科）
- 1992年11月〜1993年9月：文部省在外研究員
- 米国コーネル大学工学部客員研究員（土木環境工学科）
- 1994年4月〜1998年10月：京都大学防災研究所助教授
- 1998年3月〜1998年5月：文部省在外研究員
- 英国水文研究所（Institute of Hydrology, 現：生態水文研究センター CEH）1998.3.29-4.28
- オランダ国際水理社会基盤環境工学研究院（IHE Delft, 後に一時UNESCO-IHEとなる）1998.4.29-5.13
- ドイツ・ルール大学ボフム校（水資源研究所）1998.5.14-5.27
- 1998年11月〜2018年3月：京都大学防災研究所教授
- 2005年4月〜2007年3月：京都大学防災研究所副所長（併任）
- 2009年4月〜2010年10月：京都大学防災研究所副所長（併任）
- 2010年4月〜2012年3月：京都大学学際融合教育研究推進センター極端気象適応社会教育ユニット長（兼任）
- 2010年10月〜2014年9月：京都大学理事補（併任）
- 2012年2月〜2015年3月：京都大学学際融合教育研究推進センターグローバル生存学大学院連携ユニット長（兼任）
- 2015年4月〜2017年3月：京都大学防災研究所所長（併任）
- 2016年10月〜2017年3月：京都大学副理事[7]（併任）
- 2017年4月〜2021年3月：京都大学大学院総合生存学館（思修館）学館長（併任）
- 2017年4月〜2018年9月：京都大学経営協議会委員（併任）
- 2018年4月〜2022年3月：京都大学学際融合教育研究推進センター水・エネルギー・防災教育研究ユネスコチェアユニット長（兼任）
- 2018年4月〜2022年3月：京都大学大学院総合生存学館（思修館）教授
- 2022年4月〜：京都大学名誉教授
- 2022年4月〜2023年3月：京都大学防災研究所特任教授
- 2023年4月〜：国立研究開発法人 防災科学技術研究所 理事長

## 表彰
- 2001年5月：土木学会論文賞「水文頻度解析に関する研究（総合題目）」（2001/05/25 鈴木道雄・土木学会会長より）
- 2003年3月：第3回世界水フォーラム「水の声プロジェクト」優秀メッセンジャー賞（2003/03/22 橋本龍太郎・元内閣総理大臣より）
- 2007年5月：土木学会論文賞「広域分布型流出予測システムの開発とダム群治水効果の評価」（2007/05/25 濱田政則・土木学会会長より）
- 2007年5月：土木学会国際活動奨励賞（2007/05/25 濱田政則・土木学会会長より）
- 2012年8月：全京都大学野球トーナメント大会 功労者表彰（2012/08/15 門川大作・京都市長より）
- 2015年10月：ユネスコIHP東南アジア太平洋地域運営委員会功績賞（2015/10/20、ユネスコIHP東南アジア太平洋地域運営委員会より）
- 2015年10月：Distinguished Champion in Hydrology for South East Asia and the Pacific（2015/10/21、ユネスコ・ジャカルタ事務所より）
- 2018年2月：Outstanding Paper Award 2017，Highly Commended Paper, Journal of Flood Risk Management (JFRM), Wiley（英国ワイリー社・洪水リスクマネジメント誌2017年優秀論文賞・特別推奨論文）
- 2018年9月：日本環境共生学会著述賞『おだやかで恵み豊かな地球のために—地球人間圏科学入門』（古今書院, 2018年）（2018/09/29 林 良嗣・日本環境共生学会会長より）
- 2019年6月：水資源環境研究国際会議 (ICWRER) 功績賞（Lifetime Achievement Award）（2019/06/17 Keith Hipel ICWRER運営委員会委員長より）
- 2022年6月：土木学会功績賞（2022/06/10 谷口博昭・土木学会会長より）
- 2023年9月：水文・水資源学会功績賞（2023/09/05 沖大幹・水文・水資源学会会長より）

## 著書（共著・分担執筆）
- 『水文・水資源ハンドブック　第２版』（朝倉書店, 2022年9月）
- 『自然災害科学・防災の百科事典』（丸善出版, 2022年1月）
- 『実践する総合生存学』（京都大学学術出版会, 2021年1月）
- 『Understanding and Reducing Landslide Disaster Risk: Vol. 1 Sendai Landslide Partnerships and Kyoto Landslide Commitment』（Springer, 2021年）
- 『Understanding and Reducing Landslide Disaster Risk: Vol. 2 From Mapping to Hazard and Risk Zonation』（Springer, 2021年）
- 『Understanding and Reducing Landslide Disaster Risk: Vol. 3 Monitoring and Early Warning』（Springer, 2021年）
- 『Understanding and Reducing Landslide Disaster Risk: Vol. 4 Testing, Modeling and Risk Assessment』（Springer, 2021年）
- 『Understanding and Reducing Landslide Disaster Risk: Vol. 5 Catastrophic Landslides and Frontiers of Landslide Science』（Springer, 2021年）
- 『Understanding and Reducing Landslide Disaster Risk: Vol. 6 Specific Topics in Landslide Science and Applications』（Springer, 2021年）
- 『Impacts of Climate and Human Activities on Water Resources and Quality: Integrated Regional Assessment』（Springer, 2020年）
- 『水理公式集2018年版』（土木学会, 2019年3月）
- 『おだやかで恵み豊かな地球のために—地球人間圏科学入門』（古今書院, 2018年6月）日本環境共生学会・著述賞受賞
- 『事例・演習でよくわかる水理学』（コロナ社, 2015年）
- 『全世界の河川事典』（丸善出版, 2013年）
- 『自然災害と防災の事典』（丸善出版, 2011年）
- 『災害対策全書』第1巻 災害概論（ぎょうせい, 2011年）
- 『川の百科事典』（丸善, 2009年）
- 『Biogeography and Biodiversity』（Rawat Publications, Jaipur, India, 2009年）
- 『国連国際防災戦略防災用語集』（内閣府, 2009年版）日本語版翻訳作成協力。
- 『建築学大百科事典』（朝倉書店, 2008年）
- 『エース水文学』（朝倉書店, 2006年）
- 『Natural Hazards & Disaster Management: Vulnerability and Mitigation』（Rawat Publications, Jaipur, India, 2006年）
- 『緑のダム』（築地書館, 2004年）
- 『GIS and Remote Sensing in Hydrology, Water Resources and Environment』（IAHS, 2004年）
- 『新領域土木工学ハンドブック』（朝倉書店, 2003年）
- 『風水害論』防災学講座〈1〉（山海堂, 2003年）
- 『防災学ハンドブック』（朝倉書店, 2002年）
- 『地球環境調査計測事典』第1巻 陸域編（フジ・テクノシステム, 2002年）
- 『水理公式集例題プログラム集(平成13年度版)』（土木学会, 丸善, 2002年）
- 『Global Warming, The Potential Impact on Japan』（Springer-Verlag, Tokyo, 1998年）
- 『水循環と流域環境』岩波講座 地球環境学〈7〉（岩波書店, 1998年）
- 『地球温暖化と日本－自然・人への環境予測－』（古今書院, 1997年）
- 『水文・水資源ハンドブック』（朝倉書店, 1997年）

日本学術会議
- 提言「地球環境の変化に伴う水災害への適応」日本学術会議　地球惑星科学委員会・土木工学・建築学委員会合同　国土・社会と自然災害分科会, 平成20年（2008年）6月26日, 17 pp.（幹事、分担執筆）
- 同英語版：Proposal "Adaptation to Water-Related Disasters Induced by GlobalEnvironmental Change", Subcommittee on Land, Society and Natural Disasters, Committee on Planet Earth Science and Committee on Civil Engineering and Architecture, Science Council of Japan, 18 pp., June 26, 2008 (Committee Secretary, Co-authored).
- 提言「気候変動下における水・土砂災害適応策の深化に向けて」日本学術会議　土木工学・建築学委員会合同　地球環境の変化に伴う水害・土砂災害への対応分科会, 平成23年（2011年）9月9日, 25 pp.（分担執筆）
- 提言「地質地盤情報の共有化に向けて--安全・安心な社会構築のための地質地盤情報に関する法整備--」、日本学術会議　地球惑星科学委員会, 平成25年（2013年）1月31日, 21 pp.（協力）
- 提言「災害が激化する時代に地域社会の脆弱化をどう防ぐか」日本学術会議　地球惑星科学委員会地球人間圏分科会及び土木工学・建築学委員会IRDR 分科会, 令和２年（2020年）5月26日, 18 pp.（IRDR分科会委員長、分担執筆）https://www.scj.go.jp/ja/info/kohyo/pdf/kohyo-24-t289-2.pdf
- 記録「国難にしないために」日本学術会議　土木工学・建築学委員会低頻度巨大災害分科会, 令和2年（2020年）8月11日, 34 pp. （低頻度巨大災害分科会委員長、分担執筆）

https://www.scj.go.jp/ja/member/iinkai/kiroku/3-20200811-2.pdf
- 提言「災害レジリエンスの強化による持続可能な国際社会実現のための学術からの提言--知の統合を実践するためのオンライン・システムの構築とファシリテータの育成--」日本学術会議　科学技術を活かした防災・減災政策の国際的展開に関する検討委員会, 令和2年（2020年）9月18日, 21 pp.（分担執筆）https://www.scj.go.jp/ja/info/kohyo/pdf/kohyo-24-t298-1.pdf

## 学生野球歴
- 兵庫県立西宮北高等学校硬式野球部　部員（昭和50年3月卒業）
- 京都大学硬式野球部 部員（昭和54年3月卒業）
- 京都大学硬式野球部 コーチ（昭和54年 - 昭和55年）
- 京都大学硬式野球部 監督（昭和56年 - 昭和57年、平成25年 - 平成26年）
- 京滋大学野球連盟 昭和56年 春4位（6勝7敗）、秋3位（8勝7敗）
- 関西学生野球連盟 昭和57年 春6位（2勝10敗）、秋5位（2勝8敗、関大から勝点）
- 関西学生野球連盟 平成25年 春6位（2勝10敗）、秋5位（1勝8敗1分、近大出場辞退）
- 関西学生野球連盟 平成26年 春6位（4勝9敗、同大から勝点）、秋6位（2勝9敗、同大から勝点）
- 関西学生野球連盟 審判委員（昭和58年 - 平成元年）
- 全京都大学野球トーナメント大会 実行委員・参事（平成5年 - 平成30年）
- 京都大学硬式野球部 副部長（平成13年 - 平成16年）
- 第9回松前記念モスクワ国際学生野球大会に随行（2004年（平成16年）6月27日 - 7月1日、於：モスクワ大学野球場）
- 京都大学硬式野球部 部長（平成17年 - 平成31年3月）
- 京都大学野球倶楽部（OB会）会長（平成31年3月 - ）
- 関西学生野球連盟 副会長（平成22年 - 平成25年）
- キューバ代表チームとの国際親善試合（平成22年7月、於：中央大学野球場）
- ソウル国立大学チームとの国際親善試合（平成23年7月、於：京大・吉田グラウンド、東大との定期戦時に実施）
- ソウル国立大学チームとの国際親善試合（平成26年7月、於：東大野球場、東大との定期戦時に実施）
- 日本高等学校野球連盟会長（第8代）（令和3年12月 - ）
- 日本学生野球協会副会長・理事（令和4年2月 - ）″
- 全日本野球協会理事（令和4年6月 - ）
- 第30回 WBSC U-18ワールドカップ（令和4年9月、米国・フロリダ）日本代表チーム団長（銅メダル）

### エピソード
2022年9月、フロリダ州で開催された野球の第30回 WBSC U-18ワールドカップの開幕前日（９月８日）に行われた記者会見で、日本代表チームは手違いにより通訳なしでこの会見に臨まざるを得なくなり、チームの団長を務める寶が急遽馬淵史郎監督の通訳を代行することとなった。海外メディアからの「甲子園大会とは？」「メンバー選考の方法は？」などという質問にも丁寧に答えている。馬淵も「俺は英語はさっぱり。会長がおらんかったら、大変なことになっとった。助かりました」と語っている。

## 寶姓の謂れ
平安時代、第55代文徳天皇（在位850年 - 858年）の第一皇子惟喬親王 (844 - 897) が、当時の権力闘争により立太子できず、近江の方に隠棲していた時に、霊仙山中の一村落であった榑ヶ畑（滋賀県米原市）に滞在したことがあり、その時に先祖が親王の宝庫番を務めたことから「寶」姓を名乗ることになったという。なお、榑ヶ畑（くれがはた）はすでに廃村となっている。
^ 菅沼晃次郎：近江湖東の木地師（屋）の伝承地と信仰、近江山辺の道--湖東山辺の道・比叡山と回峰の道、淡海文化を育てる会（編）、サンライズ出版、2001年2月、pp.142-144。この p.144に記述あり。
^ 中島伸男：惟喬親王伝説を旅する、サンライズ出版、2020年12月、pp.144-153。このp.146 に記述あり。